# Sloane Farrington
Sloane Elmo Farrington (ur. 17 maja 1923 w Nassau, zm. w 1997 tamże) – bahamski żeglarz, medalista olimpijski, mistrz świata.

## Kariera sportowa
Czterokrotny uczestnik igrzysk olimpijskich (IO 1948, IO 1952, IO 1956, IO 1960). W każdym ze startów wystąpił w klasie Star, wespół z Durwardem Knowlesem. W swoim debiucie olimpijskim, jeszcze jako reprezentant Wielkiej Brytanii, zajął 4. miejsce. Przed ostatnim wyścigiem, Farrington i Knowles plasowali się na 3. miejscu, jednak nie dopłynęli do mety w ostatnim rejsie, przez co wyprzedziła ich załoga kubańska. Podczas igrzysk w Helsinkach, już jako reprezentanci Bahamów, osiągnęli 5. lokatę. Również na tych zawodach plasowali się na podium przed ostatnim rejsem – w nim jednak zajęli 9. miejsce, co przełożyło się na 5. lokatę w klasyfikacji końcowej. W 1956 roku zajęli 3. miejsce, zdobywając pierwszy w historii Bahamów medal olimpijski. W ostatnim starcie olimpijskim Farringtona, uplasowali się na 6. pozycji.
Wraz z Knowlesem stanowili duet na mistrzostwach świata w klasie Star. W 1947 roku zostali mistrzami świata, zdobywając pierwsze złoto dla Bahamów w tej klasie (wywalczyli tym występem również Bud Vanderveer Trophy). W 1954 roku zostali wicemistrzami świata w Cascais. Ich pozostałe rezultaty to: 6. miejsce (1961, 1963), 7. miejsce (1953), 12. miejsce (1948, 1949), 20. miejsce (1957). Ponadto zajął 6. miejsce w 1952 roku, startując w parze z Amerykaninem Charlesem Ulmerem. W klasie Star zdobył złoty medal Igrzysk Panamerykańskich 1959, a także Igrzysk Ameryki Środkowej i Karaibów 1962.
Syn Hallena i Florence Louise. Związany z branżą paliwową, był m.in. przewodniczącym Shell Petroleum Distributors of Bahamas Ltd. Wraz z Durwardem Knowlesem współpracowali także w przedstawicielstwie firmy Bayshore Marine w Nassau, zajmującej się sprzedażą łodzi.